# Signora in blu
Signora in blu è un dipinto olio su tela di Henri Matisse del 1937 ed è conservato nel Philadelphia Museum of Art, Filadelfia.

## Descrizione e storia
Modella prescelta per l'opera fu Lydia Delectorskaya, giovane emigrata russa che lavorò con Matisse durante l'ultimo ventennio della vita dell'artista. Come molti ritratti di Matisse dello stesso periodo, l'attenzione è focalizzata più che sul personaggio rappresentato, sul suo vestito di seta blu, disegnato e fabbricato per la modella dall'artista. 
Il quadro rappresenta una donna, nell'ampio vestito blu, seduta su una poltrona nello studio del pittore. La donna appare monumentale: occupa tutta la scena e solo dei piccoli quadri sono presenti sullo sfondo. È stato commentato che il quadro rappresenti la bellezza femminile negli occhi degli uomini. La donna indica con l'indice di una mano la sua testa, ma è con l'altra mano, sproporzionata e avvolta in una collana di perle bianche e nere, che tocca il suo sesso. 